# Ronde van Slowakije 2000
De Ronde van Slowakije 2000 (Slowaaks: Okolo Slovenska 2000) was de 44e editie van deze rittenkoers, die begon op woensdag 26 juli en eindigde op zondag 30 juli.

## Etappe-overzicht
| etappe | datum   | start   | finish   | afstand | winnaar           | klassementsleider |
| ------ | ------- | ------- | -------- | ------- | ----------------- | ----------------- |
| 1e     | 26 juli | Dubnica | Dubnica  | 156 km  | Lubomir Kejval    | Lubomir Kejval    |
| 2e     | 27 juli | Dubnica | Zvoleni  | 155 km  | Lubomir Kejval    | Lubomir Kejval    |
| 3e     | 28 juli | Krupina | Roznaval | 192 km  | Kim Kirchen       | Kim Kirchen       |
| 4e     | 29 juli | Revuca  | Humenné  | 195 km  | Camiel Soesbergen | Kim Kirchen       |
| 5e     | 30 juli | Humenné | Humenné  | 29 km   | René Andrle       | René Andrle       |

## Eindklassementen

### Algemeen klassement
| Plaats    | Naam             | Ploeg              | Tijd      |
| --------- | ---------------- | ------------------ | --------- |
| Gele trui | René Andrle      | Wüstenrot-ZVVZ     | 18u06'51" |
| 2         | Kim Kirchen      | De Nardi-Pasta M.  | +01' 00"  |
| 3         | Ondrej Fadrný    | Tsjechië (U-23)    | +01' 02"  |
| 4         | Miloslav Kejval  | PSK Unit Expert    | +01' 06"  |
| 5         | Tomáš Konečný    | Wüstenrot-ZVVZ     | +01' 27"  |
| 6         | Ondrej Slobodník | Wüstenrot-ZVVZ     | +01' 36"  |
| 7         | Lubomir Kejval   | PSK Unit Expert    | +01' 50"  |
| 8         | Gabriel Rasch    | Noorwegen          | +02' 18"  |
| 9         | Amar El-Nady     | Egypte             | +02' 32"  |
| 10        | Petr Herman      | PSK Unit Expert    | +02' 38"  |
|           |                  |                    |           |
| 25        | Bas Goossens     | Piels-Gazelle-Fina | +16' 04"  |

1954 · 1955 · 1956 · 1957 · 1958 · 1959 · 1960 · 1961 · 1962 · 1963 · 1964 · 1965 · 1966 · 1967 · 1968 · 1969 · 1970 · 1971 · 1972 · 1973 · 1974 · 1975 · 1976 · 1977 · 1978 · 1979 · 1980 · 1981 · 1982 · 1983 · 1984 · 1985 · 1986 · 1987 · 1988 · 1989 · 1990 · 1991 · 1992 · 1993 · 1994 · 1995 · 1996 · 1997 · 1998 · 1999 · 2000 · 2001 · 2002 · 2003 · 2004 · 2005 · 2006 · 2007 · 2008 · 2009 · 2010 · 2011 · 2012 · 2013 · 2014 · 2015 · 2016 · 2017 · 2018 · 2019 · 2020 · 2021 · 2022 · 2023 · 2024